# Festival olympique d'hiver de la jeunesse européenne 2025
Navigation
2023 2027
Le Festival olympique d'hiver 2025 de la jeunesse européenne est la partie hivernale de la XVIIe édition du Festival olympique de la jeunesse européenne. Il est organisé par les villes de Borjomi et Bakuriani en Géorgie. C'est la 1re fois que la Géorgie organise cette compétition, après avoir organisé le festival olympique d'été de la jeunesse européenne en 2015.

## Disciplines
Huit sports sont programmés pour cette édition :
- Biathlon
- Hockey sur glace
- Patinage artistique
- Patinage de vitesse sur piste courte
- Ski acrobatique
- Ski alpin
- Ski de fond
- Surf des neiges

Par rapport à 2023, le curling, le ski-alpinisme, le saut à ski et le combiné nordique ont été supprimés du programme.

## Nations participantes
Les 45 nations sont représentés pour la compétition. La Russie et la Biélorussie ont fait l'objet de sanction à la suite de l'Invasion de l'Ukraine par la Russie.
| - Albanie (1) - Arménie (6) - Autriche (53) - Azerbaïdjan (1) - Belgique (8) - Bosnie-Herzégovine (2) - Bulgarie (16) - Croatie (14) - Chypre (2) - Tchéquie (79) - Danemark (11) - Estonie (23) - Finlande (53) - France (37) - Géorgie (11) - Allemagne (6) - Grande-Bretagne (20) - Grèce (12) - Hongrie (21) - Islande (16) - Irlande (4) - Israël (3) - Italie (57) - Kosovo (2) - Lettonie (42) - Liechtenstein (4) - Lituanie (16) - Moldavie (3) - Monaco (1) - Monténégro (1) - Pays-Bas (11) - Macédoine du Nord (4) - Norvège (17) - Pologne (32) - Portugal (2) - Roumanie (20) - Saint-Marin (3) - Serbie (4) - Slovaquie (62) - Slovénie (32) - Espagne (13) - Suède (33) - Suisse (75) - Turquie (18) - Ukraine (50) |

## Résultats

### Biathlon
Masculins
| Épreuves             | Or              | Or      | Argent          | Argent  | Bronze        | Bronze  |
| -------------------- | --------------- | ------- | --------------- | ------- | ------------- | ------- |
| Individuel (12,5 km) | Grzegorz Galica | 35:08.7 | Nans Madelenat  | 35:23.5 | Rafael Santer | 36:08.6 |
| Sprint (7,5 km)      | Grzegorz Galica | 21:03.4 | Esteban Moreira | 21:42.7 | Julian Huber  | 22:07.8 |

Féminins
| Épreuves           | Or                | Or      | Argent         | Argent  | Bronze          | Bronze  |
| ------------------ | ----------------- | ------- | -------------- | ------- | --------------- | ------- |
| Individuel (10 km) | Michaela Strakova | 31:53.3 | Juliette Oliva | 33:43.1 | Giannina Piller | 33:47.3 |
| Sprint (6km)       | Michaela Strakova | 19:21.9 | Ajda Špitalar  | 19:56.5 | Lucie Jandurová | 20:05.8 |

Mixte
| Épreuves       | Or                                                                | Or        | Argent                                                                      | Argent    | Bronze                                                                             | Bronze    |
| -------------- | ----------------------------------------------------------------- | --------- | --------------------------------------------------------------------------- | --------- | ---------------------------------------------------------------------------------- | --------- |
| Relais simple  | Ukraine- Viktoriia Khvostenko - Taras Tarasiuk                    | 40:20.7   | Tchéquie- Lucie Jandurová - Daniel Ryška                                    | 40:37.5   | Suisse- Molly Kafka - Levin Janis Kunz                                             | 41:16.2   |
| Relais (4x6km) | Italie- Rafael Santer - Julian Huber - Gaia Gondolo - Thea Wanker | 1:09:40.2 | Tchéquie- Daniel Ryška - Michael Málek - Tereza Petrošová - Lucie Jandurová | 1:11:00.1 | Autriche- Simon Hechenberger - Simon Grasberger - Katharina Puergy - Selina Ganner | 1:11:23.6 |

### Hockey sur glace
| Épreuves         | Or | Argent | Bronze |
| ---------------- | --- | --- | --- |
| Tournoi masculin | Suisse- Raphaël Achermann - Ryan Bizzozero - Niccolò Castiglioni - Jan Daron - Liam Dubé - Sol Fueter - Nico Keller - Sven Kriesi - Elia Liniger - Loïc Mukuna - Tim Münger - Roméo Pralong - Tadeo Prosser - Moritz Rüegsegger - Maxime Sauthier - Pascal Schürmann - Wsewolod Schwanemann - Vito Thoma - Dennis van Gessel - Yannis Zambelli                                               | Slovaquie- Matej Bereš - Oliver Botka - Denis Čelko - Roderik Černák - Ján Čurlej - Juraj Jonas Ďurčo - Jakub Husár - Samuel Hybský - Filip Kovalčík - Kristián Macák - Ivan Matta - Adam Obušek - Marko Požgay - Kristián Rezničák - Matej Stankoven - Jakub Syrný - Maxim Šimko - Tomáš Šromovský - Denis Tóth - Matúš Válek                | Tchéquie- Tadeáš Chalupa - Dominik Drábek - Daniel Filip - Michal Hartl - Daniel Helis - Adam Hynek - Robin Kavan - Denis Korhoň - Matěj Kučera - Adam Němec - Dominik Novák - Václav Osvald - Simon Pešout - Antonín Riedl - Štěpán Stejskal - Jaroslav Šedivý - Šimon Šejc - Denis Viedemann - Kryštof Vrbata - Tomáš Zikmund                                                     |
| Tournoi féminin  | Tchéquie- Karolína Bojdová - Lili Chmelařová - Dana Březinová - Anna Dvořáková - Veronika Filipi - Stella Gabrielová - Amálie Hlávková - Ellen Jarabková - Amálie Karásková - Alena Luxemburková - Klára Martinková - Dominika Mertlová - Adéla Mynaříková - Natálie Pitelová - Ester Rosenbaumová - Rozálie Šalé - Kristýna Šimčíková - Lucie Šindelářová - Natálie Veselá - Natálie Vlková | Finlande- Kiia Arvola - Iida Elomaa - Katri Huotari - Minea Huovinen - Katariina Junnila - Yenna Kolmonen - Fanny Kyrkkö - Viola Kärkkäinen - Emmi Loponen - Mette Miettinen - Daria Molchun - Aino Määttänen - Marta Niemi - Jatta Ojala - Aada Pohjola - Emma Rissanen - Viivi Ruonakoski - Annika Salminen - Netta Siitonen - Tinja Tapani | Slovaquie- Nina Čellárová - Natália Gerő - Sofia Hajnalová - Alexandra Hirjaková - Karin Hrušková - Gréta Konrádová - Michaela Letaši - Laura Lilly Lipnická - Lucia Luptáková - Dominika Miškovičová - Emma Plvanová - Aurélia Račák - Nina Roštecká - Nina Rybovičová - Sofia Sklenková - Sofia Stráňovská - Nina Ševčíková - Nina Šimová - Daniela Šufliarská - Nela Tischlerová |

### Patinage artistique
Masculins
| Épreuves          | Or              | Or         | Argent               | Argent     | Bronze        | Bronze     |
| ----------------- | --------------- | ---------- | -------------------- | ---------- | ------------- | ---------- |
| Individuel Garçon | Yehor Kurtsev   | 130.15 pts | Vladislav Churakov   | 119.62 pts | Gion Schmid   | 114.84 pts |
| Individuel Fille  | Inga Gurgenidze | 128.97 pts | Leandra Tzimpoukakis | 117.76 pts | Elina Goidina | 115.56 pts |

### Patinage de vitesse sur piste courte
Masculins
| Épreuves | Or              | Or       | Argent             | Argent   | Bronze         | Bronze   |
| -------- | --------------- | -------- | ------------------ | -------- | -------------- | -------- |
| 500 m    | Filippo Pezzoni | 43.420   | Franciszek Izbicki | 43:443   | Mihály Árendás | 43.555   |
| 1000 m   | Filippo Pezzoni | 1:32.607 | Alessandro Picco   | 1:32.795 | Berat Efe Dal  | 1:33.302 |
| 1500 m   | Jesper Schmitz  | 2:27,560 | Filippo Pezzoni    | 2:27,753 | Élio Calanca   | 2:27,827 |

Féminins
| Épreuves | Or                       | Or       | Argent                   | Argent   | Bronze           | Bronze   |
| -------- | ------------------------ | -------- | ------------------------ | -------- | ---------------- | -------- |
| 500 m    | Isra Gharsallaoui        | 45.994   | Natasa Molnár            | 46.102   | Mariia Khokhelko | 46.277   |
| 1000 m   | Mariia Khokhelko         | 1:35.703 | Lisa-Victoria Ngo Mouaha | 1:35.781 | Natasa Molnár    | 1:35.834 |
| 1500 m   | Lisa-Victoria Ngo Mouaha | 2:42,123 | Daria Daszuta            | 2:42,562 | Mariia Khokhelko | 2:42,718 |

Mixte
| Épreuves      | Or                                                                              | Or       | Argent                                                                              | Argent   | Bronze                                                                       | Bronze   |
| ------------- | ------------------------------------------------------------------------------- | -------- | ----------------------------------------------------------------------------------- | -------- | ---------------------------------------------------------------------------- | -------- |
| Relais 2000 m | Hongrie- Flora Kiss Gebora - Natasa Molnár - Mihaly Arendas - Bence Benedek Kun | 2:50.253 | France- Lisa-Victoria Ngo Mouaha - Isra Gharsallaoui - Elio Calanca - Nathan Muller | 2:50.326 | Turquie- Nisa Nur Fidan - Derya Karadag - Berat Efe Dal - Yusuf Mirac Uludag | 2:55.823 |

### Ski acrobatique
Masculins
| Épreuves   | Or                         | Or     | Argent           | Argent | Bronze                     | Bronze |
| ---------- | -------------------------- | ------ | ---------------- | ------ | -------------------------- | ------ |
| Slopestyle | Viktor Alexander Maksyagin | 90.00  | Benjamin Lengger | 88.50  | Victor Knutsen             | 87.50  |
| Big Air    | Benjamin Lengger           | 183.00 | Victor Knutsen   | 180.00 | Viktor Alexander Maksyagin | 179.50 |

Féminins
| Épreuves   | Or              | Or     | Argent          | Argent | Bronze        | Bronze |
| ---------- | --------------- | ------ | --------------- | ------ | ------------- | ------ |
| Slopestyle | Simona Revjagin | 86.00  | Silje Kinkead   | 82.50  | Sandra Caune  | 80.00  |
| Big Air    | Sandra Caune    | 170.50 | Simona Revjagin | 145.75 | Estrid Fahlen | 131.50 |

### Ski alpin
Masculins
| Épreuves     | Or                   | Or      | Argent            | Argent  | Bronze            | Bronze  |
| ------------ | -------------------- | ------- | ----------------- | ------- | ----------------- | ------- |
| Slalom Géant | Freddy Carrick-Smith | 1:37.71 | Storm André Hagen | 1:38.38 | Ziggy Vrdoljak    | 1:38.94 |
| Slalom       | Storm André Hagen    | 1:31.79 | Luken Garitano    | 1:32.80 | Zak Carrick-Smith | 1:32.92 |

Féminins
| Épreuves     | Or              | Or      | Argent         | Argent  | Bronze                | Bronze  |
| ------------ | --------------- | ------- | -------------- | ------- | --------------------- | ------- |
| Slalom Géant | Lara Bianchi    | 1:39.55 | Marta Giaretta | 1:40.82 | Helene Unhjem Oveland | 1:41.21 |
| Slalom       | Ilona Charbotel | 1:37.86 | Marta Giaretta | 1:39.85 | Victoria Klotz        | 1:40.30 |

Mixte
| Épreuves               | Or | Argent | Bronze |
| ---------------------- | --- | --- | --- |
| Parallèles par équipes | Norvège- Helene Oveland - Storm André Hagen - Victoria Nordmo Mikalsen - Elias Hartford Kvael - Adrian Thoen Picton - Selma Skaar | Italie- Marta Giaretta - Luca Loranzi - Victoria Klotz - Alex Silbernagl - Emma Bastita - David Castlunger - Paolo Deflorian | Tchéquie- Lara Huml - David Janda - Tereza Koutná - Ludvík Vacek - Eliska Hordossy - Vojtech Zvedelik - Ludek Strejcek |

### Ski de fond
Masculins
| Épreuves         | Or                | Or      | Argent          | Argent  | Bronze            | Bronze  |
| ---------------- | ----------------- | ------- | --------------- | ------- | ----------------- | ------- |
| 7,5 km classique | Daniel Pedranzini | 19:45.0 | Topias Vuorela  | 20:01.9 | Victor Lafrasse   | 20:17.1 |
| 10 km libre      | Daniel Pedranzini | 23:46.2 | Topias Vuorela  | 24:13.6 | Gaspard Cottaz    | 24:27.9 |
| Sprint           | Daniel Pedranzini | 2:12.23 | Luca Pietroboni | 2:12.33 | Kalle Tossavainen | 2:13.26 |

Féminins
| Épreuves       | Or               | Or      | Argent           | Argent  | Bronze            | Bronze  |
| -------------- | ---------------- | ------- | ---------------- | ------- | ----------------- | ------- |
| 5 km classique | Malva Nisén      | 14:48.7 | Gaëtane Breniaux | 15:20.7 | Nina Cantieni     | 15:22.2 |
| 7,5 km libre   | Gaëtane Breniaux | 20:48.8 | Malva Nisén      | 21:01.2 | Anouchka Neuville | 21:13.8 |
| Sprint         | Nina Cantieni    | 2:27.48 | Eliška Polonská  | 2:28.33 | Gerda Kivil       | 2:28.46 |

Mixte
| Épreuves           | Or                                                                          | Or      | Argent                                                                          | Argent  | Bronze                                                                 | Bronze  |
| ------------------ | --------------------------------------------------------------------------- | ------- | ------------------------------------------------------------------------------- | ------- | ---------------------------------------------------------------------- | ------- |
| Relais mixte 4x5km | Italie- Alice Leoni - Luca Pietroboni - Vanessa Cagnati - Daniel Pedranzini | 55:31.6 | France- Gaëtane Breniaux - Victor Lafrasse - Anouchka Neuville - Gaspard Cottaz | 55:36.1 | Suisse- Nina Cantieni - Victor Gailland - Lina Bundi - Jon Arvid Flury | 55:37.9 |

### Surf des neiges
Masculins
| Épreuves   | Or               | Or     | Argent        | Argent | Bronze              | Bronze |
| ---------- | ---------------- | ------ | ------------- | ------ | ------------------- | ------ |
| Slopestyle | Unai Lopez Sousa | 92.25  | Luka Kamissek | 90.25  | Lenny Collomb Paton | 87.50  |
| Big Air    | Unai Lopez Sousa | 171.25 | Ugo Pirolli   | 165.25 | Damian Millinger    | 161.75 |

Féminins
| Épreuves   | Or                  | Or     | Argent              | Argent | Bronze      | Bronze |
| ---------- | ------------------- | ------ | ------------------- | ------ | ----------- | ------ |
| Slopestyle | Aono Pordie Okaniwa | 80.75  | Laura Anga          | 78.00  | Janina Walz | 58.75  |
| Big Air    | Emily Rothney       | 156.75 | Aono Pordie Okaniwa | 149.50 | Janina Walz | 140.50 |

## Tableau des médailles
- Pays organisateur ( Géorgie)

| Rang  | Nation          | Or | Argent | Bronze | Total |
| ----- | --------------- | -- | ------ | ------ | ----- |
| 1     | Italie          | 7  | 6      | 3      | 16    |
| 2     | France          | 5  | 9      | 5      | 19    |
| 3     | Suisse          | 4  | 0      | 7      | 11    |
| 4     | Grande-Bretagne | 3  | 0      | 2      | 5     |
| 4     | Ukraine         | 3  | 0      | 2      | 5     |
| 6     | Pologne         | 2  | 2      | 0      | 4     |
| 7     | Norvège         | 2  | 1      | 1      | 4     |
| 7     | Slovaquie       | 2  | 1      | 1      | 4     |
| 9     | Espagne         | 2  | 1      | 0      | 3     |
| 10    | Estonie         | 1  | 4      | 1      | 6     |
| 11    | Tchéquie        | 1  | 3      | 3      | 7     |
| 12    | Suède           | 1  | 2      | 2      | 5     |
| 13    | Hongrie         | 1  | 1      | 2      | 4     |
| 14    | Autriche        | 1  | 1      | 1      | 3     |
| 15    | Géorgie         | 1  | 0      | 0      | 1     |
| 15    | Pays-Bas        | 1  | 0      | 0      | 1     |
| 17    | Finlande        | 0  | 3      | 1      | 4     |
| 18    | Allemagne       | 0  | 1      | 3      | 4     |
| 19    | Danemark        | 0  | 1      | 0      | 1     |
| 19    | Slovénie        | 0  | 1      | 0      | 1     |
| 21    | Turquie         | 0  | 0      | 2      | 2     |
| 22    | Croatie         | 0  | 0      | 1      | 1     |
| Total | Total           | 37 | 37     | 37     | 111   |

### Sportifs les plus médaillés
| Rang | Athlète                  | Sport       | Médaille d'or, Europe | Médaille d'argent, Europe | Médaille de bronze, Europe | Total |
| ---- | ------------------------ | ----------- | --------------------- | ------------------------- | -------------------------- | ----- |
| 1    | Daniel Pedranzini        | Ski de fond | 4                     | 0                         | 0                          | 4     |
| 2    | Storm André Hagen        | Ski alpin   | 2                     | 1                         | 0                          | 3     |
| 2    | Filippo Pezzoni          | Short track | 2                     | 1                         | 0                          | 3     |
| 4    | Michaela Strakova        | Biathlon    | 1                     | 2                         | 0                          | 3     |
| 4    | Gaëtane Breniaux         | Ski de fond | 1                     | 2                         | 0                          | 3     |
| 4    | Lisa-Victoria Ngo Mouaha | Short track | 1                     | 2                         | 0                          | 3     |
| 7    | Natasa Molnár            | Short track | 1                     | 1                         | 1                          | 3     |
| 8    | Nina Cantieni            | Ski de fond | 1                     | 0                         | 2                          | 3     |
| 8    | Mariia Khokhelko         | Short track | 1                     | 0                         | 2                          | 3     |
| 10   | Marta Giaretta           | Ski alpin   | 0                     | 3                         | 0                          | 3     |
| 11   | Lucie Jandurová          | Biathlon    | 0                     | 2                         | 1                          | 3     |